# Dysderoides typhlos
Dysderoides typhlos är en spindelart som beskrevs av Fage 1946. Dysderoides typhlos ingår i släktet Dysderoides och familjen dansspindlar. Inga underarter finns listade i Catalogue of Life.